# Michael Rogge
Michael Rogge (27. května 1929 – 26. ledna 2024), také známý jako IJsbrand Rogge nebo Ysbrand Rogge byl nizozemský fotograf, kameraman a amatérský filmař, nejznámější svým zobrazením života po druhé světové válce na Dálném východě, zejména v Hong Kongu a Japonsku.

## Životopis
Rogge se narodil 27. května 1929 v Amsterdamu. Jeho rodiči byli Thea Rogge a její manžel IJsbrand Rogge, nizozemský plantážník a prospektor těžby se sídlem v nizozemské Indonésii. Jeho otec se narodil v Indonésii v roce 1875 a přestěhoval se na Jávu v roce 1891.
Byl pokřtěn jako IJsbrand Cornelius Rogge (IJ je nizozemská ligatura a vyslovuje se společně jako samohláska), ale později přijal přezdívku Michael, aby mohl pracovat s Nenizozemci.
Rogge vzpomínal, jak ve dvou letech sledoval filmy na domácím filmovém projektoru svého otce a že v roce 1939, ve věku 10 let, jej zdědil. Uvedl, že v roce 1942 dostal jako dárek fotoaparát Kodak Box a v roce 1947 fotoaparát Kine Exakta a mohl si koupit použitou 9,5mm filmovou kameru.
Studoval na HBS v Deventeru a vzdělání dokončil v roce 1948. Rogge odešel v roce 1949 z Nizozemska pracovat na Dálný východ.

## Hong Kong a Japonsko
V roce 1949 se Rogge přestěhoval do Hongkongu, aby pracoval v Nederlandsch-Indische Handelsbank (z níž se později v roce 1950 stala Nationale Handelsbank a v roce 1960 Rotterdamsche Bank).
Po šesti letech strávených v Hongkongu se v roce 1955 přestěhoval do Japonska, kde žil do roku 1960 a natočil několik filmů o životě v Japonsku.
V Japonsku se připojil ke svému bankovnímu kolegovi Hansi Brinckmannovi, aby o víkendech cestoval po venkově. Během těchto cest fotografovali malebné krajiny a životní styl obyčejných Japonců, jejich politický boj i jejich kulturní dědictví, včetně jejich umění a řemesel a náboženských obřadů.

### Návrat do Evropy
V roce 1961 se vrátil do Hongkongu, aby tam strávil měsíc a natočil dokument.

## Filmy
Během svého pobytu v Hongkongu a na své pozdější cestě do Irska Rogge natáčel filmy. Byl vášnivým sběratelem starých cestopisných záběrů ze široka daleka. Tyto filmy zveřejňoval a sdílel online a poskytoval historický záznam míst.
Roggeův krátký film The Turn of the Tide z roku 1953 je považován za jeden z prvních nezávislých krátkých filmů natočených v Hongkongu. Vypráví příběh o vztahu mezi mladým rybářem žijícím v tajfunovém krytu Yau Ma Tei a jeho nevyléčitelně nemocným přítelem. Prokázalo to Roggeovy schopnosti, které se rozšiřují až do dramatu.
V letech 1959–1960 natočili Rogge a Hans Brinckmann 25minutový dokument s názvem Washo! o tom, jak se změnil život v poválečném Japonsku. V roce 2005 byly úryvky z Washo! (včetně vyprávění) reprodukovány v dokumentárním televizním vysílání japonské národní televizní stanice NHK.
V roce 1961 zadala nizozemská televizní stanice VPRO Rogge natočit dokumentární film Three Million Souls of Hong Kong, který dokončil v roce 1962.
Hongkongský filmový archiv nazval 200minutový film, který Rogge natočil v Hongkongu v letech 1949 až 1954, „extrémně cenným artefaktem pro Hongkong“.
Ačkoli některá z jeho raných děl byly původně němé filmy, mnoho z nich bylo sestříháno s komentářem, hudbou a zvukovými efekty.

### Filmografie
| Titul                                                                 | Rok  | Barva   | Jazyk | Doba trvání | Místo    | Poznámky         | Ref           |
| --------------------------------------------------------------------- | ---- | ------- | ----- | ----------- | -------- | ---------------- | ------------- |
| Washo!                                                                | 1959 |         |       | 25 min      | Japonsko | Dokumentární     | [ 10 ] [ 9 ]  |
| Sunrise                                                               | 1953 | Barevný | Němý  | 8 min       | Hongkong |                  | [ 20 ] [ 18 ] |
| Rain                                                                  | 1952 |         |       | 3,5 min     | Hongkong |                  | [ 18 ]        |
| Introducing Hong Kong                                                 | 1951 |         |       | 23,5 min    | Hongkong |                  | [ 18 ]        |
| Hong Kong Celebrates the Coronation of Her Majesty Queen Elizabeth II | 1953 |         |       | 16 min      | Hongkong |                  | [ 18 ]        |
| 1949 Strolling from Macdonnell Road into Hong Kong Central            | 1949 |         |       | 4,5 min     | Hongkong |                  | [ 11 ]        |
| Turn of the Tide                                                      | 1953 |         |       | 20 min      | Hongkong | Polodokumentární | [ 11 ] [ 16 ] |
| Three Million Souls of Hong Kong                                      | 1962 |         |       | 42 min      | Hongkong | Dokumentární     | [ 21 ]        |

## Výstavy

### 2008 výstava v Tokiu
Výstava s názvem Showa Japan seen through Dutch eyes se konala v Tokiu na náměstí Fujifilm od 29. srpna do 30. září 2008. To zahrnovalo díla od Rogge a Hanse Brinckmanna, jeho bývalého kolegy a nizozemského spisovatele, kteří pracovali pro stejnou bankovní pobočku a žili v Japonsku v období 1955–1960. Tato výstava přilákala 49 000 lidí. Její součástí byl také Washo!, dokument o „starém a novém Japonsku“, který vyprávěl o nevyřešeném nepřátelství a konfliktech v japonské společnosti po 2. světové válce na pozadí ostré opozice vůči japonsko-americké bezpečnostní smlouvě. Vylíčil, jak špatné pracovní vztahy v Japonsku během tohoto období vedly k politickým agitacím způsobujícím násilné demonstrace v ulicích Tokia.
Od 18. ledna do 28. února 2009 se stejná výstava částečně opakovala v Klubu zahraničních korespondentů v Japonsku (FCCJ) v Tokiu a objevila se jako hlavní titulní článek pro únorové vydání časopisu FCCJ číslo 1 Šimbun z února 2009.
Fotografický materiál prezentovaný na této výstavě se objevil také v knize s názvem Showa Japan: The Post-War Golden Age and Its Troubled Legacy vydané Brinckmannem.

### 2014 seminář v Hong Kongu
V roce 2014 se v Hongkongu konal seminář s názvem Michael Rogge a jeho Hong Kong 50. let. To zahrnovalo výstavu s názvem Michael Rogge Retrospective uspořádanou do dvou samostatných sekcí s názvem Retrospektiva (1) a Retrospektiva (2). Projekci doprovázela živá hudba, kterou složila Maud Nelissen.

## Smrt
Michael Rogge zemřel 26. ledna 2024 v Amsterdamu, bylo mu 94 let.